# Сейтяновка
Сейтяновка — деревня Ковылкинского района Республики Мордовия в составе Большеазясьского сельского поселения. 

## География
Находится на расстоянии примерно 21 километр по прямой на северо-запад от районного центра города Ковылкино.

## История
Упоминалось с 1869 года, когда она была учтена как казённая деревня Краснослободского уезда из 45 дворов.

## Население
Постоянное население составляло 95 человек (мордва-мокша 87%) в 2002 году, 60 в 2010 году .